# Radomir (nombre)
Radomir o Radimir - es un nombre propio masculino de origen Eslavo, su significado: "rad" (cuidado, alegría) y  “mir” ("paz y gloria).